# La prima volta (film 1999)
La prima volta è un film italiano del 1999 diretto da Massimo Martella da un'idea di Fiorenzo Senese, che firma il soggetto insieme ad Antonio Avati.

## Trama
Le sei storie che costituiscono altrettanti episodi del film sono accomunate dalla prima esperienza sessuale di alcuni giovani della periferia romana. Nel primo episodio una commessa è costretta a subire il ricatto del suo datore di lavoro. Nel secondo un adolescente dall'aspetto efebico e i modi gentili si guadagna le attenzioni della fidanzata del fratello, il quale a sua volta lo sospetta di omosessualità. Nel terzo un'orfana si lascia incantare dalle abitudini tossicomani di uno sbandato. Nel quarto, due giovanissimi sposini arrivano vergini al matrimonio dopo che il comportamento del padre di lui rischiava di mettere a repentaglio la loro unione. Nel quinto episodio una ragazza di buona famiglia trova in un onesto "coatto" di borgata la forza per scappare da casa. Nell'ultimo episodio la cameriera di un fast food piuttosto impacciata riesce a coronare il suo sogno d'amore con un bulletto che non sembrava molto affidabile.